# Jesper Matsson Krus
Jesper Matsson Krus, auch Jesper Mattson bzw. Jesper Mattsson Cruus af Edeby (* 1576/1577; † 1. Novemberjul. / 11. November 1622greg. in Lemsjöholm) war ein schwedischer Reichsrat, Feldmarschall und Reichsschatzmeister.

## Leben

### Herkunft und Familie
Jesper Göran war Angehöriger des schwedischen Adelsgeschlechts Cruus af Edeby. Seine Eltern waren Matts Larsson Kruus († 1606) und Anna Björnsdotter Lepasätten († nach 1612). Er vermählte sich 1614 mit Brita De la Gardie (1581–1645), Tochter von Pontus De la Gardie (1520–1585) und Sofia Gyllenhielm (1556–1583), damit mütterlicherseits Enkelin von König Johann III. Sie wurde 1631 die dritte Ehefrau von Gabriel Gustafsson Oxenstierna (1587–1640). Seine Söhne waren die Freiherren Lars Jespersson Cruus af Harfvila (1617–1644) und Johan Jespersson Cruus af Gundhem (1621–1656).

### Werdegang

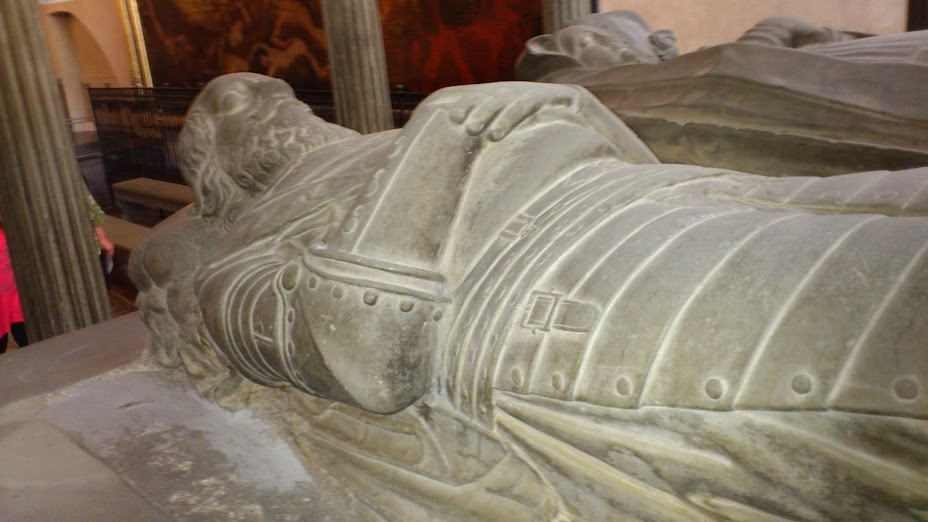
Grabmal der Eheleute Cruus in der Großen Kirche in Stockholm

Krus führte bei Ausbruch des Polnisch-Schwedischen Krieges als Rittmeister ein Banner finnischer Reiter. 1605 wurde er zum Statthalter in Pernau und Lagman in Finnland ernannt. Er belagerte 1607 mit großen Schwierigkeiten Wolmar. 1608 avancierte er zum Oberbefehlshaber der schwedischen Armee in Finnland, Estland und Livland, wurde schließlich 1609 zum Reichsrat ernannt. 1610 war er Oberst für alle Truppen in Västergötland und im Kalmarkrieg war er 1611 Oberbefehlshaber gegen die Dänen. Er stieg 1612 zum Generalfeldoberst auf und wurde 1615 sowohl zum Reichsschatzmeister als auch zum Feldmarschall und General der Armee ernannt. König Gustav II. Adolf schlug Krus anlässlich seiner Krönung zum Ritter. Zuletzt wurde er 1621 Gouverneur von Riga.
Krus wurde auf seinem Gut Lemsjöholm erschlagen und zunächst in der Dom von Åbo begraben, dann aber 1624 nach Stockholm überführt und in der Großen Kirche endgültig beigesetzt.
Er war Erbherr auf Harviala, Jockis und Lemsjöholm in Finnland, sowie auf Euseküll und Karkus in Estland schließlich Rujen und Idwen in Livland.